# Cauricara brunnipes
Cauricara brunnipes is een keversoort uit de familie zwartlijven (Tenebrionidae). De wetenschappelijke naam van de soort is voor het eerst geldig gepubliceerd in 1877 door Haag.